# Roncobisium
Genre
Roncobisium est un genre de pseudoscorpions de la famille des Neobisiidae.

## Distribution
Les espèces de ce genre sont endémiques de France.

## Liste des espèces
Selon Pseudoscorpions of the World (version 3.0) :
- Roncobisium allodentatum (Vachon, 1967)
- Roncobisium leclerci Heurtault, 1979

## Publication originale
- Vachon, 1967 : Neobisium (Roncobisium) allodentatum n. sg., n. sp. de Pseudoscorpion Neobisiidae (Arachnides) habitant une caverne du département de Saône-et-Loire, France. International Journal of Speleology, vol. 2, p. 363-367.